# Anelaphus debilis
Anelaphus debilis là một loài bọ cánh cứng trong họ Cerambycidae.